# HD 49878
HD 49878，又名BD+77 266，SAO 6022、HR 2527，是一颗恒星，视星等为4.55，位于銀經137.55，銀緯26.86，其B1900.0坐标为赤經6h 45m 29.1s，赤緯+77° 26.86′ 18″。